# Tõrise
Tõrise est un village de la commune de Lääne-Saare du comté de Saare en Estonie.
Au 31 décembre 2011, il compte 21 habitants.